# Rully (Oise)
Rully – miejscowość i gmina we Francji, w regionie Hauts-de-France, w departamencie Oise.
Według danych na rok 1990 gminę zamieszkiwało 627 osób, a gęstość zaludnienia wynosiła 41 osób/km² (wśród 2293 gmin Pikardii Rully plasuje się na 448. miejscu pod względem liczby ludności, natomiast pod względem powierzchni na miejscu 188.).